# Politiezone Regio Tielt
De politiezone Regio Tielt (zonenummer 5448) is een Belgische politiezone die bestaat uit de West-Vlaamse gemeenten Ardooie, Lichtervelde, Pittem, Tielt en Wingene en behoort tot het gerechtelijk arrondissement West-Vlaanderen.
Het centraal politiegebouw bevindt zich in de Grote Hulststraat 6 te Tielt. Er zijn zes wijkdiensten, respectievelijk in: 
- Ardooie (Oude Lichterveldsestraat 11 A);
- Lichtervelde (Burgemeester Callewaertlaan 1);
- Meulebeke (Markt 1)
- Pittem (Fonteinestraat 22);
- Ruiselede (Poekevoetweg 2);
- Tielt (zonaal onthaal - Kortrijkstraat 86);
- Wingene (Hille 128).

Filip Feraux is de korpschef van de Politiezone Regio Tielt.